# Реабилитация

## Реабилитация
Реабилитацията е правна процедура, чиято цел е да заличи последиците от осъждането след изтърпяване на наказанието. Не се прилага единствено по отношение на осъдените за престъпления против Републиката и срещу мира и човечеството.

### Видове реабилитация
1. По право;
2. Съдебна реабилитация;

#### По право
Настъпва автоматично, без да са необходими каквито и да било действия, единствено по силата на закона, в следните случаи:
1. По отношение на лица, които са били осъдени условно, ако в изпитателния срок не са извършили друго престъпление, заради което да е постановено изтърпяване на отложеното наказание;
2. По отношение на лица, осъдени на пробация или лишаване от свобода до три години, ако в течение на три години от изтичане на срока на наложеното с присъдата или намаленото с работа или помилване наказание не е извършено друго престъпление, наказуемо с лишаване от свобода или с по-тежко наказание;
3. По отношение на лице, осъдено заедно или поотделно на глоба, обществено порицание или лишаване от права, ако в течение на една година от изпълнение на наказанието не е извършило друго престъпление от общ характер;
4. По отношение на лице, осъдено като непълнолетно, ако в течение на две години от изтърпяване на наказанието не е извършило друго престъпление от общ характер, за което му е наложено наказание лишаване от свобода.;

По отношение на пълнолетни лица, които са били веднъж реабилитирани по право не може да се приложи реабилитация по право втори път, за тях се прилага втория вид – съдебна реабилитация.

#### Съдебна реабилитация
Процедура, при която съдът издал присъдата срещу лицето на първа инстанция, след като е бил сезиран с молба от осъдения, може да го реабилитира. Необходимо е да са налице няколко предпоставки:
1. да са изтекли три години от изтичане на срока на наложеното с присъдата или намалено с работа или помилване наказание не е извършил друго престъпление, наказуемо с лишаване от свобода или с по-тежко наказание,
2. да е имал добро поведение,
3. да е възстановил причинените вреди, ако е осъден за умишлено престъпление (осъденият може да бъде реабилитиран и без да е възстановил щетите, ако има уважителни причини за това). Когато наред с наказанието лишаване от свобода е наложено и наказание лишаване от права или пробация, за да се постанови реабилитация, трябва да е изтекъл срокът на това наказание. Когато е наложена глоба, тя трябва да е изплатена.

Реабилитация могат да искат и наследниците на осъдения след неговата смърт, ако приживе той е имал право на това.

### Последици от реабилитацията
1. Заличава осъждането: След изтърпяване на наказанието, реабилитацията „очиства“ престъпника от „петното“на престъплението и от вторичните последици от осъждането – лишаването от права, записването в регистрите на осъдените лица (осъждането, за което лицето е реабилитирано не се отбелязва в свидетелството за съдимост), освен ако със закон, изрично, не е постановено друго.
2. Заличава освен главното наказание и допълнителните такива, наложени с присъдата – отнетите права се възстановяват – напр. правото да се заема определена държавна или общинска длъжност, правото да се упражнява определена професия или дейност.

### Разлики

#### Реабилитация и амнистия
Реабилитацията настъпва автоматично по право или със съдебен акт, а амнистията – със законодателен акт – закон приет от Народното събрание. Реабилитацията заличава осъждането за в бъдеще, а амнистията унищожава престъпността на деянието за минало време.

#### Реабилитация и помилване
Реабилитацията настъпва след изтърпяване на наказанието по право или със съдебен акт, а помилването се извършва с указ на президента (или вицепрезидента, ако са му делегирани такива правомощия) преди наказанието да е изтърпяно изцяло.